# Чайкино (Черниговская область)
Ча́йкино (укр. Ча́йкине) — село Новгород-Северского района Черниговской области, центр сельсовета, малая родина бывшего Президента Украины Леонида Кучмы.

## Достопримечательности
На въезде в село установлен памятный знак, надпись на котором гласит: «с. ЧАЙКИНЕ БАТЬКIBЩИНА ПРЕЗИДЕНТА УКРАЇНИ Л. Д. КУЧМИ» — «с. ЧАЙКИНО РОДИНА ПРЕЗИДЕНТА УКРАИНЫ Л. Д. КУЧМЫ». Кроме того, в Чайкино находится единственная в мире улица, носящая имя Леонида Кучмы. Так же в селе находится памятник воинам РККА, погибшим во Второй мировой войне и большой православный собор, сооружённый в эпоху правления Леонида Кучмы.
В июле 2004 в Чайкино после совместного саммита побывали Леонид Кучма и Владимир Путин.

## Известные уроженцы села
1. Кучма, Леонид Данилович (р. 1938) — Президент Украины в 1994—2005 гг.